# Wapen van Ouderkerk aan den IJssel

Wapen van Ouderkerk aan den IJssel

Het wapen van Ouderkerk aan den IJssel werd op 24 juli 1816 door de Hoge Raad van Adel aan de Zuid-Hollandse gemeente Ouderkerk aan den IJssel in gebruik bevestigd. Op 1 januari 1985 ging de gemeente samen met Gouderak op in de nieuw opgerichte gemeente Ouderkerk. Het wapen van Ouderkerk aan den IJssel is daardoor komen te vervallen. In het wapen van Ouderkerk werd het wapen in de heraldisch rechterhelft opgenomen. Sinds 1 januari 2015 valt Ouderkerk aan den IJssel onder de gemeente Krimpenerwaard.
In het wapen van Krimpenerwaard werden in het vierde kwartier drie wassenaars (of wassende manen) opgenomen, zoals voorkomend in het wapen van de voormalige gemeente Ouderkerk, evenals in de wapens van Bergambacht en Nederlek. Dit betreft drie liggende wassenaars in plaats van naar (heraldisch) rechts gekeerd.

## Blazoenering
De blazoenering van het wapen luidde als volgt:
Van zilver, beladen met drie halve manen, gekeerd ter regter zijde van het schild, alles van sabel.
De heraldische kleuren zijn zilver (wit) en sabel (zwart). Het schild bevat drie wassenaars die naar de heraldisch rechterzijde wijzen. Het schild is onbekroond.

## Geschiedenis
Het wapen is afkomstig van het wapen van Jan II van Polanen, heer van de Leck in 1342 en afkomstig uit het geslacht Van Polanen. Van Polanen zijn afstammelingen van de Van Duivenvoordes die zich noemden naar kasteel Polanen in Monster. De Duivenvoordes stammen af van de Wassenaers, die reeds wassenaars in hun wapen voerden. Deze wassenaars zijn ook zichtbaar in de wapens van Lekkerkerk, Krimpen aan de Lek, buurtschap Zuidbroek en Krimpen aan den IJssel.
In een beschrijving van gemeentezegels wordt een 18e-eeuws wapen beschreven met een wassenaars met gezichten, en een schild gedekt door een vijfbladerige kroon.

## Verwante wapens

Wapen van geslacht Van Polanen
Wapen van Monster
Wapen van voormalige gemeente Ouderkerk
Wapen van Krimpen aan de Lek
Wapen van Lekkerkerk
Wapen van voormalige gemeente Nederlek
Wapen van buurtschap Zuidbroek
Wapen van Krimpen aan den IJssel
Wapen van Krimpenerwaard